# Kloster Ingelheimerhausen
Das Kloster Ingelheimerhausen oder Hausen bestand von Mitte des 12. Jahrhunderts bis 1535 in der heutigen südöstlichen Gemarkung der Stadt Ingelheim. Die Reste des Klosters bilden heute den Haxthäuserhof.

## Geschichte
In der Mitte des 12. Jahrhunderts lassen sich Augustinerinnen auf dem Mainzer Berg nieder und gründen das Kloster Hausen. In Urkunden kommt es unter dem Namen Husen (1190), Husse (1276) und ab 1319 als Ingelheimerhusen vor. 1190 hat Werner II. von Bolanden aus dem gleichnamigen Ministerialengeschlecht die Vogtei über das Kloster inne.
Seit seiner Gründung hatte das Kloster Grundbesitz in der Nähe der damaligen Nieder-Ingelheimer Pfarrkirche St. Remigius.
Im 14. Jahrhundert lässt sich ein wirtschaftlicher Niedergang des Klosters nachweisen. 1364 und 1367 verkaufen Meisterinnen des Klosters große Teile ihres Besitzes. Um 1439 übernehmen Karmeliter das Kloster.
Mit der Reformation ging der wirtschaftliche und geistliche Verfall des Klosters einher. Im Jahre 1537 gibt daher der Mainzer Erzbischof Albrecht seine Einwilligung zu dem durch Diethrich von Gauda, den Provinzial der Karmeliten, vorgenommenen Verkaufs des Klosters für 2000 Gulden an die Gebrüder Damm und Kaspar Knebel von Katzenelnbogen.
Der Generalprior des Ordens, Nikolaus, bestätigt am 6. September 1538 in Neapel den Verkauf.

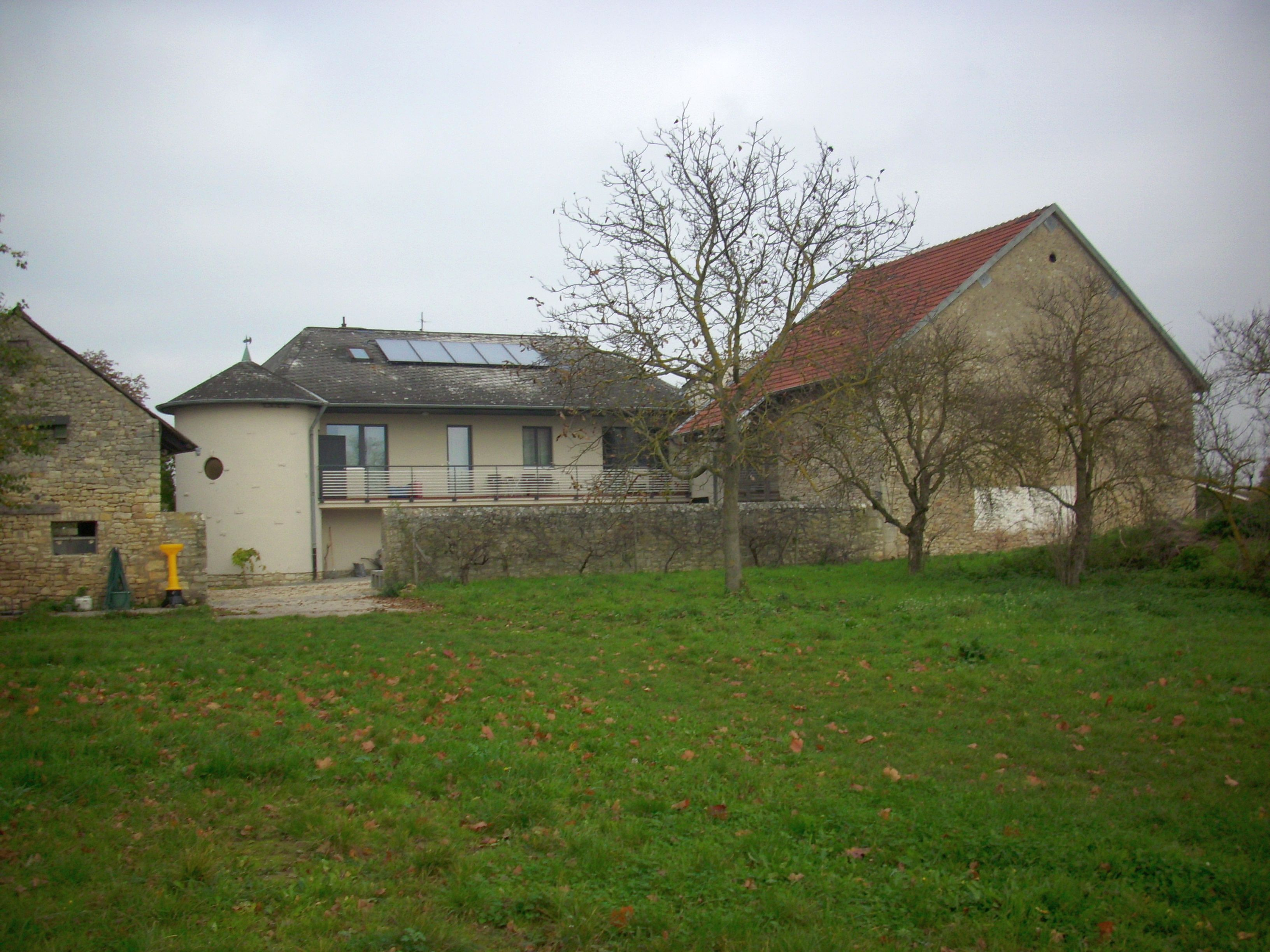
Heutiges Ensemble der Gebäude am Haxthäuserhof
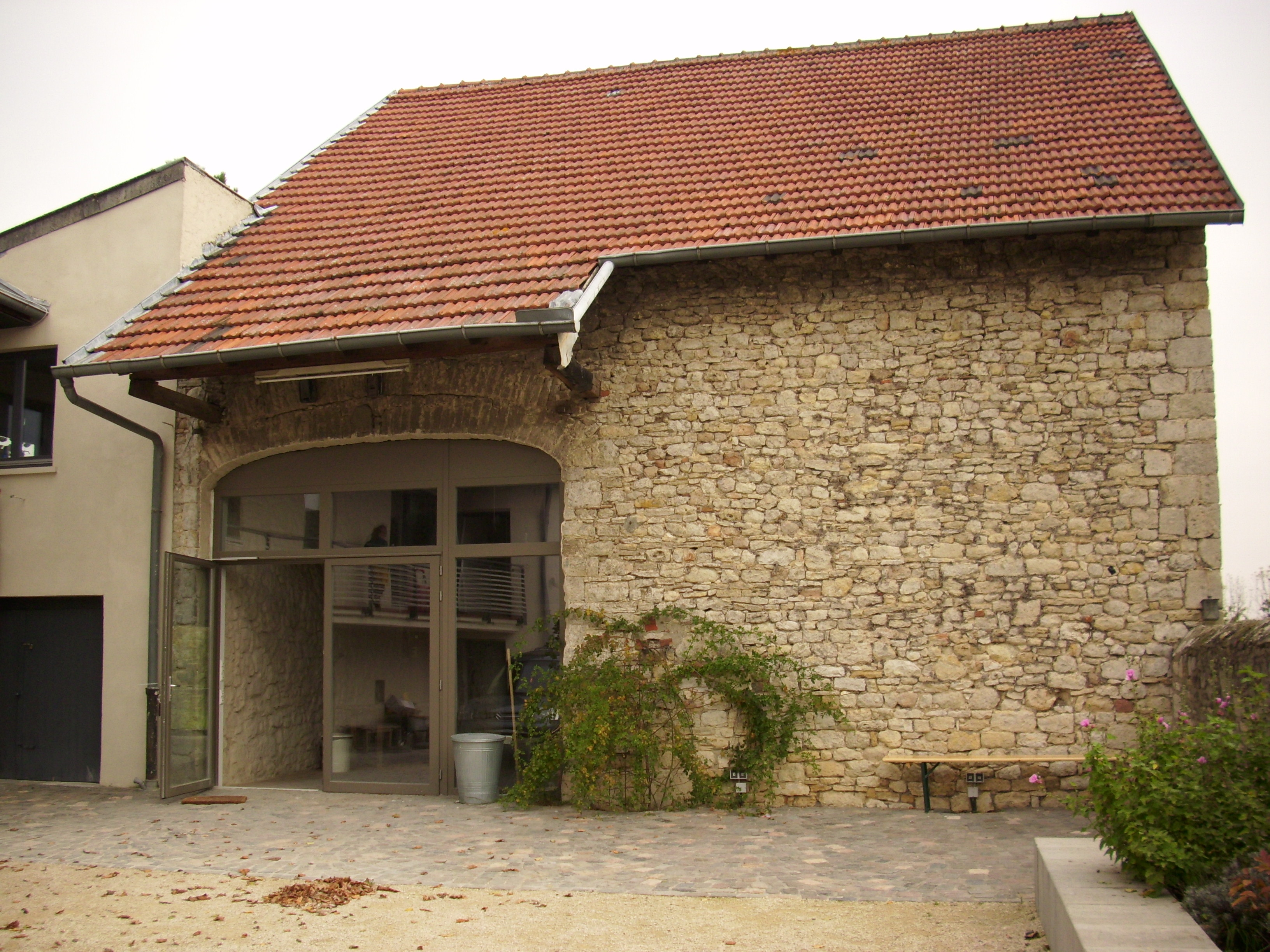
Gebäude des heutigen Haxthäuserhofes
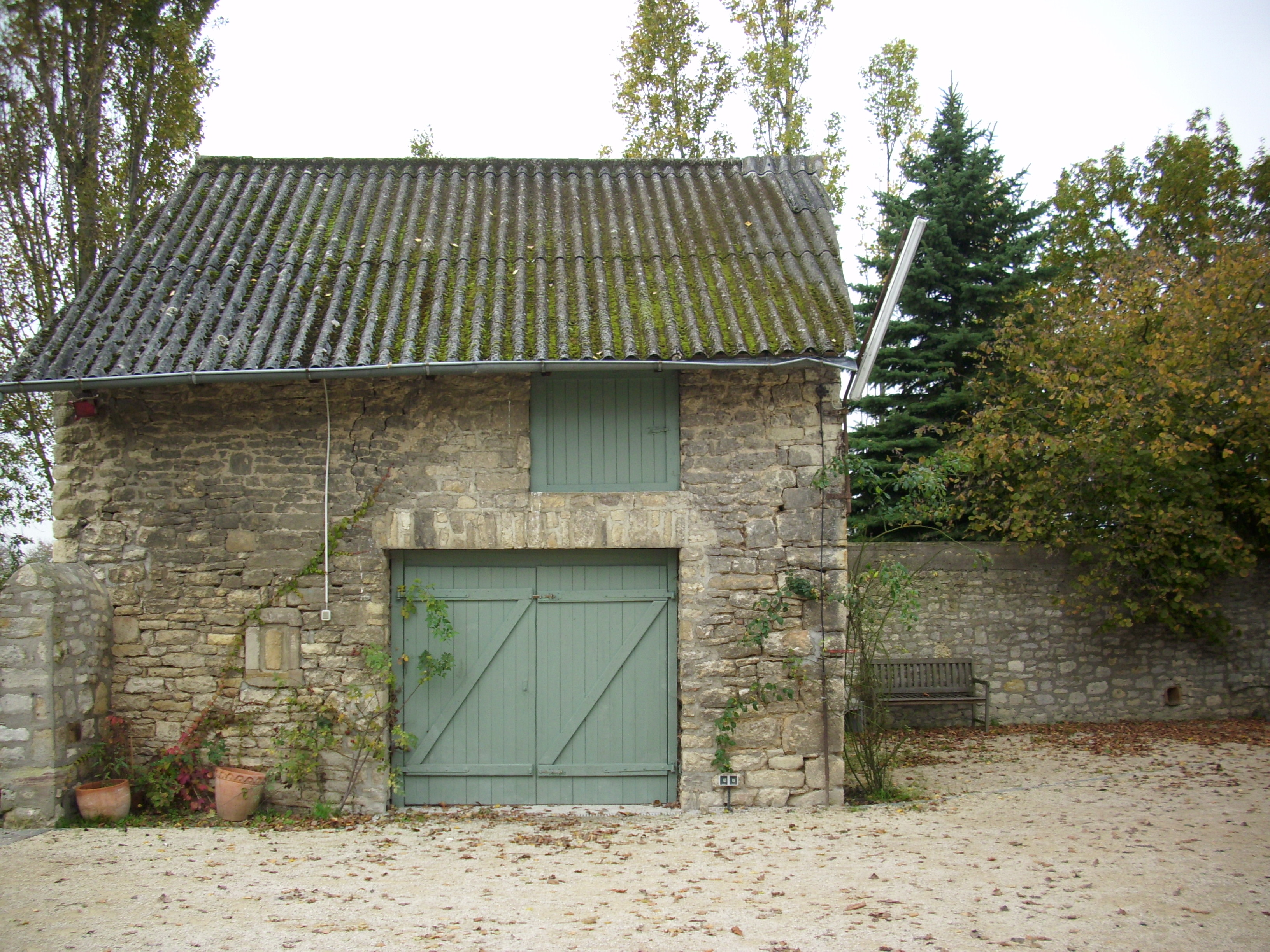
Gebäude des heutigen Haxthäuserhofes
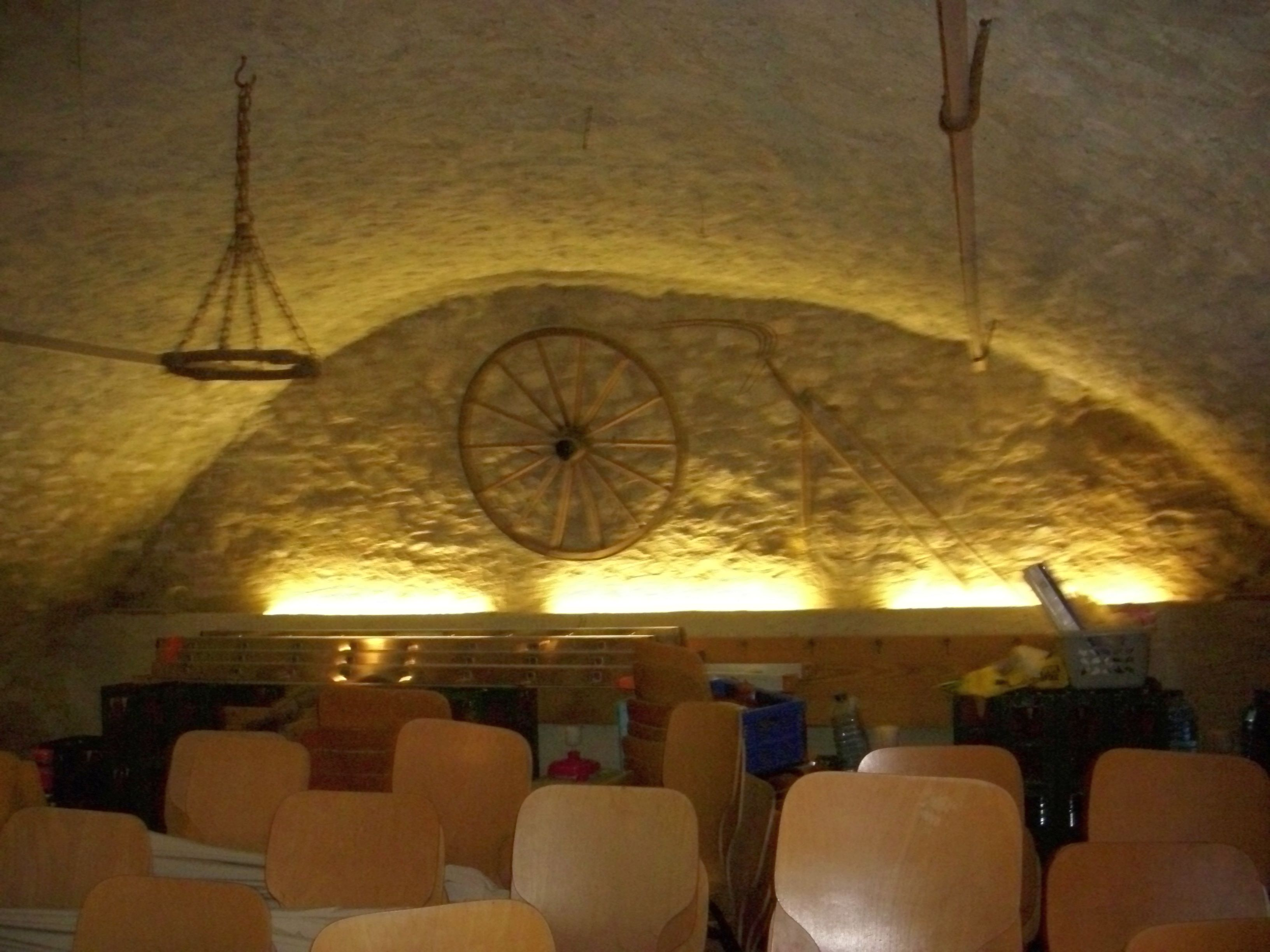
Innenansicht eines Gebäudes des heutigen Haxthäuserhofes
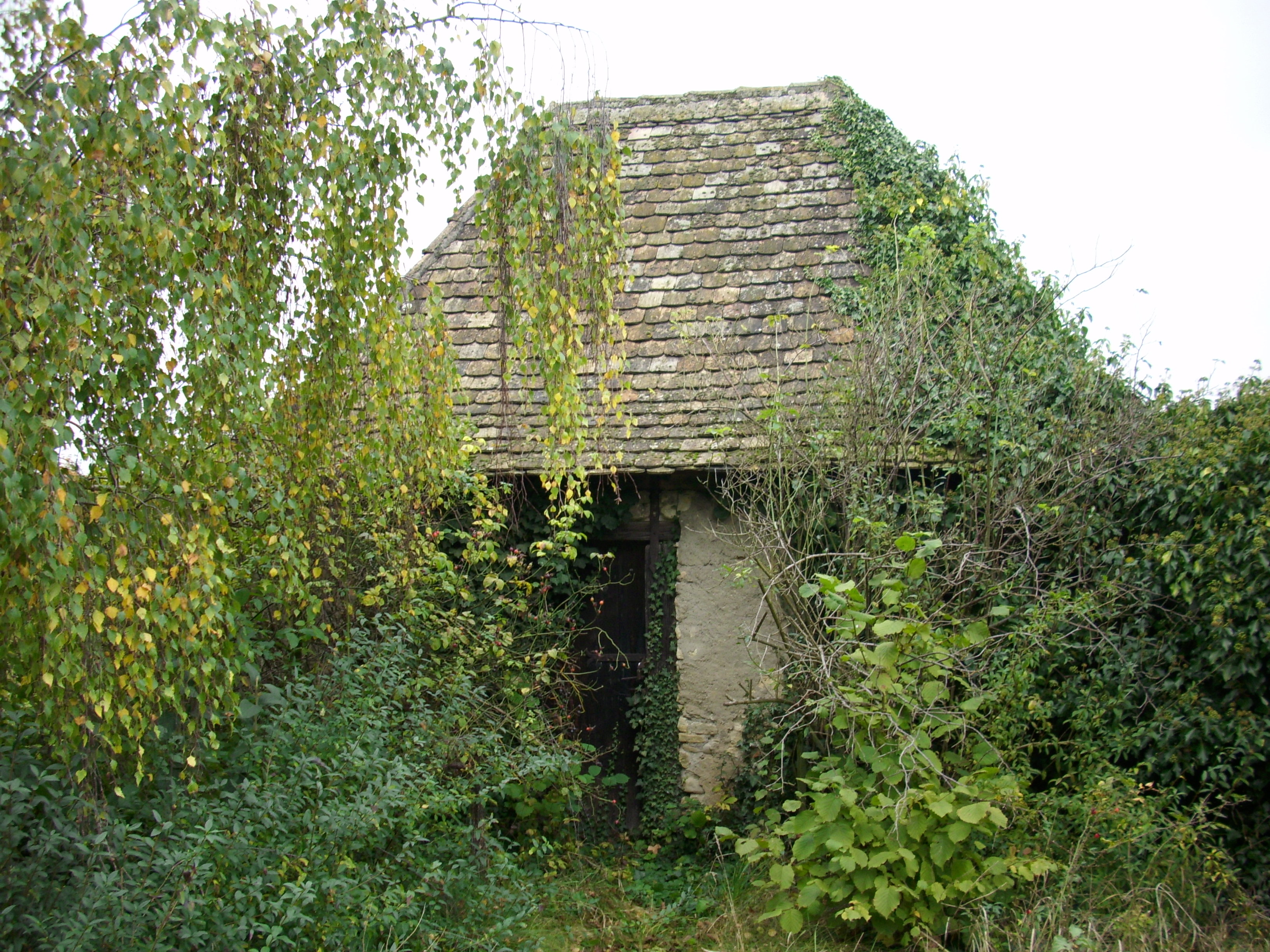
Ehemaliges Brunnenhaus des Klosters
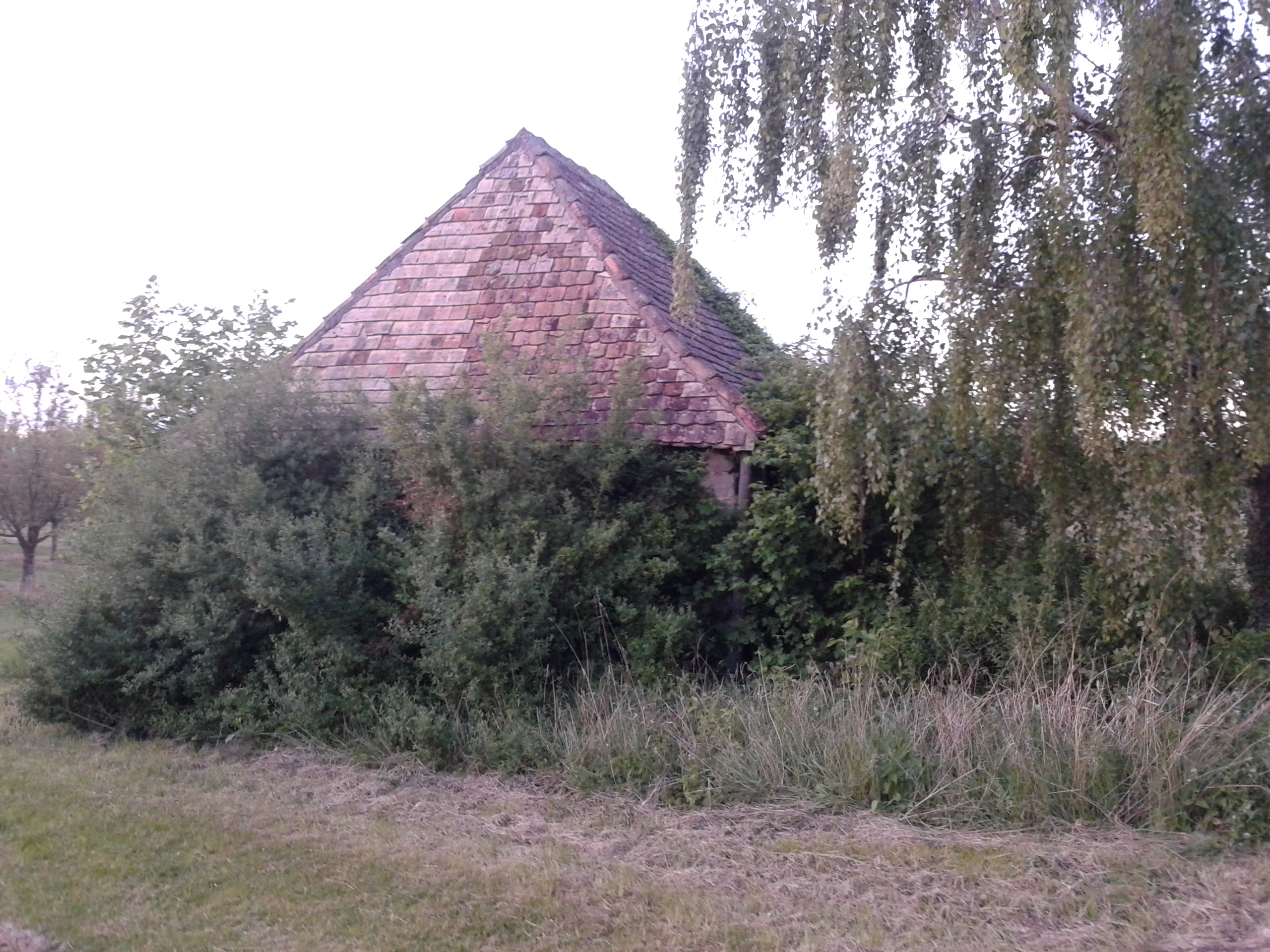
Ehemaliges Brunnenhaus des Klosters